# Bernard Boileau
Bernard Boileau est un joueur de tennis belge, né le 25 mai 1959 à Liège.

## Biographie
Il a été huit fois champion de Belgique, de 1978 à 1985.
Il a joué avec l'équipe de Belgique de Coupe Davis 38 matchs (26 en simple et 12 en double) entre 1977 et 1985.
Il atteint son meilleur classement en simple (42e) le 31 janvier 1983, après une demi-finale au Tournoi de Guaruja qu'il perd face à l'Argentin José Luis Clerc. Il a également atteint le stade des demi-finales aux tournois de Bruxelles en 1979 et Hilversum en 1984.
Il a notamment défrayé la chronique avec sa descente aux enfers due à une consommation de diverses drogues et plus particulièrement d'héroïne, il a purgé trois mois de prison en 1990 pour vol avec violence.
Yannick Noah dira de lui qu'il avait le meilleur revers qu'il avait jamais vu.

## Palmarès

### Titre en double messieurs
| No | Date       | Nom et lieu du tournoi                         | Catégorie       | Dotation | Surface      | Partenaire  | Finalistes                       | Score    |  |
| -- | ---------- | ---------------------------------------------- | --------------- | -------- | ------------ | ----------- | -------------------------------- | -------- |  |
| 1  | 21-03-1983 | Tournoi International de la Ville de Nice Nice | GP World Series | 75 000 $ | Terre (ext.) | Libor Pimek | Bernard Fritz Jean-Louis Haillet | 6-3, 6-4 |  |

## Parcours dans les tournois duGrand Chelem

### En simple
| Année | Open d'Australie | Open d'Australie | Internationaux de France | Internationaux de France | Wimbledon       | Wimbledon    | US Open | US Open |
| ----- | ---------------- | ---------------- | ------------------------ | ------------------------ | --------------- | ------------ | ------- | ------- |
| 1980  | —                | —                | 1er tour (1/64)          | T. Tulasne               | 1er tour (1/64) | K. Warwick   | —       | —       |
| 1982  | —                | —                | 2e tour (1/32)           | V. Gerulaitis            | 2e tour (1/32)  | K. Curren    | —       | —       |
| 1983  | —                | —                | 2e tour (1/32)           | E. Fromm                 | —               | —            | —       | —       |
| 1984  | —                | —                | 2e tour (1/32)           | Y. Noah                  | 1er tour (1/64) | H. Sundström | —       | —       |

N.B. : à droite du résultat se trouve le nom de l'ultime adversaire.

### En double
| Année | Open d'Australie | Open d'Australie | Internationaux de France    | Internationaux de France | Wimbledon | Wimbledon | US Open | US Open |
| ----- | ---------------- | ---------------- | --------------------------- | ------------------------ | --------- | --------- | ------- | ------- |
| 1981  | —                | —                | 1er tour (1/32) A. González | K. Curren S. Denton      | —         | —         | —       | —       |
| 1982  | —                | —                | 2e tour (1/16) A. González  | E. Edwards L. Palin      | —         | —         | —       | —       |
| 1983  | —                | —                | 2e tour (1/16) A. González  | C. Kirmayr C. Motta      | —         | —         | —       | —       |

N.B. : le nom du ou de la partenaire se trouve sous le résultat ; le nom des ultimes adversaires se trouve à droite.